# André Deforge
André Deforge (París, 4 de marzo de 1914 - Ídem, 24 de enero de 1996) fue un ciclista francés que corrió en los años previos y posteriores a la Segunda Guerra Mundial.

## Palmarés
- 1933
  - Campeón de Francia amateur en ruta
- 1935
  - Vencedor de una etapa en el Circuito del Oeste
- 1936
  - 1º en la París-Reims-Verdun
- 1939
  - 1º en el Critérium Internacional